# 泰晤士河畔斯泰恩斯
泰晤士河畔斯坦斯（英語：Staines-upon-Thames），原称斯坦斯（Stanes、Staines），是位于英國东南英格兰萨里郡斯佩尔索恩的一个城镇，也是斯佩尔索恩的区政府所在地。泰晤士河穿过斯坦斯，自从2012年5月20日，该镇的官方名称从斯坦斯改为泰晤士河畔的斯坦斯。
由于紧邻大伦敦和希思罗机场，斯坦斯吸引了众多公司。Bupa（医疗），J P Kenny（油气），Logica（电信和信息技术咨询）都在此设有办公机构。NDS（条件访问DRM提供商），西门子建筑自动化部门，英国天然气（Centrica的一部分）在这里设全国总部。三星电子英国研发部门，三星英国研究所（Samsung R&D Institute UK）也在此办公。
镇中心相当紧凑，集中在一条宽阔的步行街，这里有耳熟能详的品牌商店如Waterstones，Marks & Spencer，Debenhams，T.K.Maxx，JD Sports，索尼，两个麦当劳快餐店，Argos，PC World，特易购，Waitrose，Monsoon，HMV，以及H&M。而较小的商家包括Bloomfield花店，Refresh Juice Cafe，集中在教堂街，Clarence Street以及步行街东端。
斯坦斯有两家比较出名的足球俱乐部，斯坦斯鎮足球會和斯坦斯收获节队。

## 外部連結
维基共享资源上的相關多媒體資源：泰晤士河畔斯泰恩斯